# Drepanocladus cardotii
Drepanocladus cardotii là một loài Rêu trong họ Amblystegiaceae. Loài này được (Thér.) Hedenas mô tả khoa học đầu tiên năm 1997.